# Actinodaphne longifolia
Actinodaphne longifolia är en lagerväxtart som beskrevs av Takenoshin Nakai. Actinodaphne longifolia ingår i släktet Actinodaphne och familjen lagerväxter. Inga underarter finns listade i Catalogue of Life.